# Filoúsa Kelokedáron
Filoúsa (grec moderne : Φιλούσα) est un village chypriote situé dans le district de Paphos et comptant 17 habitants.